# Въглеродни хондрити
Въглеродните хондрити са един от основните класове метеорити, част от типа хондрити – един от двата вида каменни метеорити. Представляват голям интерес за учените, тъй като носят информация за ранната история на Слънчевата система. Заемат около 3 % от всички метеорити, намерени на Земята.
Името, което им е дадено, е свързано със съдържанието на въглерод, но не е достатъчно прецизно. Поради сиво-черния външен вид на много от неговите членове, първоначално се е предполагало, че са богати на въглерод, което за много от тях е погрешно. Тъмният им вид се дължи на по-голямото количество финозърнеста матрица, в сравнение с повечето хондрити. В органичната си материя част от тях съдържат въглерод до 2 % от теглото си. При други той е по-малко, отколкото даже при някои от членовете на останалите класове и кланове хондрити.

## Произход
Въглеродните хондрити произхождат от родителски астероиди, разположени предимно във външната част на Астероидния пояс, но преди да паднат на Земята, техните орбити са се намирали в района на близкоземните астрономически обекти. Въпреки че значителен брой от близкоземните обекти приключват орбиталната си еволюция, сблъсквайки се със Слънцето, някои от тях, с ниски перихелийни разстояния (<0,1 астрономически единици), могат да поддържат стабилни орбити до няколко милиона години и накрая да паднат на Земята.
Въглеродните хондрити, с тяхната смес от глинести минерали и разнообразието от редуцирани органични съединения, се приемат като доказателство за абиотичния синтез на органични съединения в началото на възникването на Слънчевата система. Процесът протича в присъствието на глина и редуцирани железни минерали като сидерит. Въглеродната глинеста матрица и оливиновите хронули са датирани на възраст 4,56 милиарда години и предхождат напречните вени от калцит и халит в тях, които са не по-млади от 4,51 милиарда години.
Повечето въглеродни хондрити и някои от клас Обикновени хондрити са променени от действието на водата. В някои случаи тази промяна може да е настъпила преди акрецията, чрез взаимодействието на нискотемпературни газове от Слънчевата мъглявина с твърди фази. Въпреки това, повечето водни промени вероятно са настъпили след натрупването на хондритния материал в планетезимали. Счита се, че източникът на водата е лед, който се е натрупал заедно с други хондритни компоненти, а източникът на необходимото леко нагряване може да е бил краткотрайният радиоизотоп 26Al. Изглежда, че водната промяна е настъпила за период от десетки милиони години след натрупването.
Минералогичните ефекти от водната промяна са най-силно изразени при финозърнестите, порести матрици на хондрити, чиято първична минералогия се състои главно от безводни силикати (включително оливин и пироксен), метал и сулфиди. Тъй като тя продължава с времето, нейните ефекти впоследствие се наблюдават в хондрулите – първо във вулканичното стъкло и метала в тях, след това – в пироксена и оливина. Наблюдава се при хондрити от петрографски типове 1, 2 и 3. Хондритите тип 3 показват ниски нива на водна промяна, тези от тип 2 имат значително променена матрица, а от тип 1 (групата CI) се състоят почти изцяло от финозърнести, хидратирани фази плюс други продукти на промяна.
Родителските тела на CI и CM хондритите са силно променени, а тези в групите CH и CB почти не са претърпели промени. От изотопните кислородни данни се прави извода, че CI, CM и CV хондритите биха могли да бъдат получени от различни зони в едно общо, водно изменено тяло. Въпреки това, масовите химически разлики между тези групи показват фракциониране по време на процеси в Слънчевата мъглявина, а не водна промяна. Освен това компонентите на CM и CV хондритите са доста различни един от друг.
Смята се, че повечето въглеродни хондрити идват от нискоалбедовите астероиди тип С, които са най-разпространени на разстояние 2,7 – 3,4 астрономически единици. CM хондритите могат да бъдат получени от астероид G-тип, променен С-подобен тип. Негрупираният въглероден хондрит Tagish Lake е свързан с D астероидите, които изглежда доминират на разстояние над 4 астрономически единици. CB хондритите съдържат много малки количества филосиликати (слоести силикати) и вероятно идват от астероидите от тип W. Лодърс и Осбърн предполагат възможността CM и CI хондритите да са получени от малка част от кометите от фамилията Юпитер, които след загуба на летливи вещества се превръщат в околоземни обекти. За метеоритите от тези две групи, въз основа на техните изведени орбити, Gounelle и Haack предлагат чист кометен произход. Според динамичния модел на Уолш от 2011 г., повечето богати на вода астероиди в Астероидния пояс произхождат от външната част на Слънчевата система. Campins и Swindle твърдят, че кометните метеорити, ако съществуват, вероятно приличат на богати на въглерод, непроменени хондрити без хондрули.

## Значимост
Компонентите на въглеродните хондрити, като богати на калций и алуминий включвания, хондрули и метеоритна матрица са се образували в ранната Слънчева система и оттогава остават относително непроменени. Така те предоставят информация за някои от процесите, протекли при нейното развитие. Въглеродните хондрити са може би най-важният клас метеорити по няколко причини:
- Членовете на групата CI имат най-примитивните насипни съставки от всеки друг хондрит, т.е. техните нелетливи елементи са много подобни на тези на Слънцето.[1]
- Труднотопимите включвания, най-старите обекти, за които е известно, че са се образували в Слънчевата система, са най-разпространени във въглеродните хондрити, особено в CV групата.[1]
- Изобилието в CI и CM хондритите на материал, предшестващ Слънчевата система, са най-високите от всички хондрити. Този предсоларен материал се съдържа в матриците им, а тези от групата CI и CM са най-богати на матрица. Предсоларният материал се разрушава от термичния метаморфизъм, но нито един хондит от CI и част от CM не са били осезаемо подложени на този процес.[1]

Предсоларният материал включва труднотопими частици, които са се образували около звезди, близо, или в края на живота им. Съдържат и органична материя, поне част от която се е образувала в молекулярните облаци в междузвездна среда. Органичното вещество присъства като неразтворим макромолекулен материал, нещо като земен кероген, и по-малко количество разтворима фракция. Керогенът е твърдо, неразтворимо органично вещество в седиментните скали, съдържащо голямо количество въглерод и е най-разпространеният източник на органични съединения на Земята. Част от разтворимата фракция, вероятно е образувана при хидролиза на макромолекулния материал по време на водна промяна. Тя представлява сложна смес от съединения, чиито най-забележителни компоненти са аминокиселините и нуклеиновите киселини, основни за живота на Земята. В наши дни все още не е ясно дали този приток от Космоса е изиграл някаква роля в еволюцията на живота.

## Състав
Както всички хондрити, въглеродните хондрити (с изключение на групата CI) са съставени главно от хондрули и труднотопими включвания, разпръснати във финозърнеста матрица. Химичният им състав съответства на този на Слънцето повече, отколкото при всеки друг вид хондрити. Образувани са в богати на кислород области на ранната Слънчева система, затова при по-голямата част от тях няма метали в свободно състояние, а се срещат под формата на силикати, оксиди, или сулфиди. Подобно на други хондрити, те са претърпели различни степени на водна промяна, термичен метаморфизъм или комбинация от двете. Повечето съдържат вода или минерали, които са били променени в присъствието на вода.
Въглеродните хондрити съдържат до 5% въглерод в различни форми, включително органични вещества, карбонати и незначителни количества предсоларни зърнени материали като диамант, графит и силициев карбид. При някои се наблюдават по-големи количества въглерод, както и органични съединения като аминокиселини. По-малко от 25% от органичното вещество в тях присъства като относително нискомолекулни съединения, които могат да бъдат екстрахирани с обикновени органични разтворители. Останалите около 75% присъстват като високомолекулни, макромолекулни съединения.
В хондрулите на въглеродните хондрити често се срещат и филосиликати. Най-разпространените са богати на Fe, S, Ni и O и се характеризират с израстването на серпентин и точилинит. Срещат се и няколко вида железни сулфидни минерали включително троилит, пиротит и пентландит. Карбонатните минерали, най-често калцит, са представени като отделни зърна в поликристални агрегати и като венообразни образувания.
Много от въглеродните хондрити, като тези от групите CI, CM, CO, CV, CR, са матрично богати, а други (групите CH, CB) са бедни на матрици. Имат различни размери на хондрулите – от големи в CV и CR хондритите, до малки в СН групата. Най-примитивните въглеродни хондрити никога не са били загрявани при температура над 50 °C.

## Класификация
Въз основа на обемната им химия, петрология и изотопни кислородни състави, въглеродните хондрити се разделят на 4 клана, които съдържат общо 8 групи, всяка от които е маркирана с латински инициали. Те започват с буквата С, което подчертава връзката им с въглерода.

### Клан CI
Клан CI – съдържа само една група. Тези хондрити са разпределени в отделен клан, защото нищо не ги свързва с групите в останалите кланове.
- CI група – тип Айвуна (Ivuna). Носи името на метеорита Айвуна, паднал в Танзания през 1938 г. Към тази група принадлежат 7 метеорита. Често се смятат за най-примитивните тела в Слънчевата система, тъй като съставът им е близък до този на слънчевата фотосфера. Принадлежат към петрографски тип 1, т.е. били са до голяма степен обект на водна промяна. Матрицата е финозърнеста, богата на филосиликати, с незначителни количества магнетит, сулфиди, сулфати, карбонати и рядко изолиран оливин и пироксенови фрагменти.[4][5][6] Няма доказателства за първични хондрули, с изключение на редки зърна от богати на магнезий оливин и пироксен.[2] Вместо хондрули съдържат голяма количество вода – около 20%. Не е ясно дали някога са имали хондрули, които впоследствие са били унищожени. При тях се срещат полициклични ароматни въглеводороди и аминокиселини, основата на живота на Земята.[4][5][6]

Широко разпространените напречни вени съдържащат карбонати, най-често доломит и сулфати, обикновено представени от епсомит. Те предоставят преки доказателства, че хидротермалната промяна е настъпила в астероидна среда. Магнетитът се среща в необичайни морфологии, включително фрамбоидни (приличаща на малина при увеличение), сферични и овални, които приличат на земни минерали, образувани при ниски температури в присъствието на водни разтвори.

### Клан CM-CO
В клан CM-CO са включени най-разпространените въглеродни хондрити. Предполага се, че са присъствали обилно в ранната Слънчева система.
- CM група – тип Мигей (Mighei). Носи името на метеорита Мигей, паднал в Украйна през 1889 г. Известни са около 80 метеорита, спадащи към тази група, повечето от които принадлежат към петрографски тип 2. Показват по-малка водна промяна, така че някои хондрули са добре запазени. Характеризират се със сравнително дребни хондрули с размери около 300 µm, които се състоят от оливин и са разпръснати из цялата черна матрица, заедно със светло оцветени включвания.[4][5][6] В CM хондритите от петрографски тип 2 матрицата се състои предимно от филосиликатни минерали, предимно серпентин.[2] Те също съдържат множество сложни органични съединения. Например метеоритът Мърчисън съдържа повече от 230 различни аминокиселини, докато на Земята са познати и се използват като основни градивни елементи на живота само 20.[4][5][6]

Температурите и флуидните състави на промяна за CM и CI хондрити са оценени с помощта на минералогични и кислородни изотопни параметри. Някои изчисления показват температура на водата на около 20 °C. Други определят по-високи температури от около 85 °C за CI хондритите и 105 °C до 125 °C за CM хондритите. Стойността на рН на водата е била около 8 и в различно време вероятно е съдържала NH3, SO2, CO2 и малко H2S.
- CO група – тип Орнан (Ornans). Носи името на метеорита Орнан, паднал във Франция през 1868 г. От тази група има само около 25 метеорита. Всички те принадлежат към петрографски тип 3 и варират между 3.0 и 3.7. По отношение на химичния си състав показват известна връзка с групата CV. Хондритите от СО групата са по-черни на вид от CV и съдържат много по-малки хондрули (~ 150 µm), опаковани в гъста матрица и представляват над 70% от целият обем на метеорита. В тях се наблюдават вторични минерали като нефелин, содалит, железен оливин, хеденбергит, андрадит и илменит. Тези вторични минерали практически липсват в по-примитивните хондрити от тип 3.0 и се увеличават постепенно до тези от 3.7. Калциево-алуминиевите включвания обикновено са много по-малки и по-слабо разпространени, отколкото при CV. Характерни са ясно видимите, малки включвания на свободен метал, най-вече никел-желязо, които се появяват като ситни люспи върху полираните повърхности на неизветрял метеорит.[4][5][6]

Въз основа на подробни изследвания на инфрачервените и видими спектри, през 1988 г. Бел за първи път предполага, че CO и CV хондритите произхождат от членове на семейството на Eос (астероиди от клас K). Семейството астероиди Еос е една от най-големите групи в Астероидния пояс, наброява над 480 обекта и около 2% от метеоритите, произлизащи от тях, падат на Земята. Въз основа на приликите на спектрите и албедото, много автори смятат, че астероидите от този тип вероятно имат минерален състав, близък до този на безводните CO и CV въглеродни хондрити. Астероидите Eос обаче, не показват ясни доказателства, че са богати на калций и алуминий, характерна черта за CO метеоритите.

### Клан CV-CK
- CV група – тип Вигарано̀ (Vigarano). Носи името на метеорита Вигарано̀, паднал във Франция през 1910 г. Към тях спадат 3 подгрупи – CV(A) CV(B) и CV(R). Въпреки че всички CV хондрити са класифицирани като петрографски тип 3, CVoxB хондритите съдържат изобилие от хидратирани филосиликати и могат да бъдат класифицирани като тип 2. Структурата и съставът им са по-близки до тези на обикновените хондрити. Съдържат големи, добре оформени хондрули с размери около 1 мм, разпръснати в тъмносива матрица, богата на желязо и оливин и заемащи около 30% от метеорита. Те са съставени от голямо количество магнезий и оливин, често заобиколен от железен сулфид. Метеоритите от тази група съдържат и бели, неправилни включвания с различен размер, които често заемат над 5% от метеорита. Това са високо температурни минерали, наречени КАВ (CAIs) – калциево-алуминиеви включвания и се състоят от силикати и оксиди на калция, алуминия и титана. Те са основната характеристика на CV хондритите.[4][6] Това е разнообразна група от метеорити, разделени на окислени (CVox) и редуцирани (CVred) подгрупи, до голяма степен базирани на съотношението метал/магнетит и съдържанието на никел. По-късно CVox са разделени на две подгрупи – CV(A) и CV(B). Съотношението матрица/хондрули се увеличава в реда CVred (0,5 – 0,6) – CVoxA (0,6 – 0,7) – CVoxB (0,7 – 1,2), докато съотношението метал/магнетит има тенденция да намалява в същата последователност. Някои окислени CV хондрити минерално са междинни между CV(A) и CV(B).[5]

- CV(A) (CvoxA) подгрупа – Носи името на метеорита Алиенде, паднал в мексиканския щат Чихуахуа през 1969 г. CVoxA хондритите са по-широко променени от CVoxB, но съдържат съвсем незначителни количества от филосиликати. Основните вторични минерали включват железен оливин, калциево-железни пироксени, железно-никелови сулфиди, магнетит, андрадит, гросулар, кирщайнит (монтицелит), нефелин, содалит и други, които не се намират в някоя друга CV подгрупа. Матриците на CV(A) са по-груби от тези в CV(B) хондритите и до голяма степен се състоят от железен оливин, калциево-железен пироксен ± андрадитни възли и нефелин.
- CV(B) (CVoxB ) подгрупа – Носи името на метеорита Бали, паднал в Централноафриканската република през 1907 г. Това са най-окислените CV метеорити, показват следи от водна промяна и съдържат водни филосиликати (слоести силикати), които не се намират в другите две подгрупи. Съдържат още магнетит, желязно-никелови сулфиди, желязно-никелови карбиди, фаялит, калциево-железни пироксени и андрадит. Матриците се състоят от много финозърнест (<1–2 µm) железен оливин, концентрично зонирани възли от калциево-железни пироксени и андрадит, груби зърна от почти чист фаялит и филосиликати.
- CV(R) (CVred ) подгрупа – Характеризират се с по-високо изобилие от хондрули, с по-ограничено съдържание на метал, по-малко магнетит и окисления от другите две подгрупи.

- CK група – тип Карунда (Karoonda). Носи името на метеорита Карунда, паднал в Южна Австралия през 1930 г. От тази група съществуват само около 20 метеорита. Принадлежат към петрографските видове от 3 до 6, но повечето са класифицирани като CK4. Те са тъмносиви или черни поради съдържанието на висок процент магнетит, който е раздробен в матрица от тъмни силикати, състоящи се от големи количества желязо, оливин и пироксен. Силно окислени са, за което говори високото количество на фаялит, почти пълното отсъствие на никел-желязо, високото съдържание на никел в сулфидите и изобилието на илменит и шпинел. По-голямата част от хондрулите са с порфирна структура и имат размери 700 – 1000 µm, междинен между тези в CV и CO хондритите. Повечето CK хондрити понякога съдържат големи калциево-алуминиеви включвания.[4][5][6]

Новите анализи на инфрачервените и видими спектри показват близко съвпадение на повечето членове на астероидната фамилия Еос с CK и R хондритите, чиито представители са силно окислени. Тези резултати са в добро съгласие с лабораторните експерименти, според които средните инфрачервените спектри на CK4–5 и на CV хондритите са подобни, заради голямото количество оливин и в двете групи.

### Клан CR
- CR група – тип Ренацо (Renazzo). Носи името на метеорита Ренацо, паднал в Италия през 1824 г. Има само около 15 познати хондрити от този вид. Най-често принадлежат към петрографски тип 2 и се характеризират с големи (с милиметрови размери) хондрули, богати на порфирити, форстерит или енстатит. Съдържат хидроксиликати, следи от вода, и магнетит. Матрицата заема от 40 до 70% от обема на хондрита, хидратирана е, и съдържа филосиликати, магнетити, карбонати и сулфиди. Често срещани са подобни на матрицата фрагменти, наричани тъмни включвания. Металното им съдържание е под формата на никел-желязо и железен сулфид, достигащи до 10%. Металът се намира в черна матрица, а също и в най-големите и ясно видими хондрули, които съставляват около 50% от метеорита. Понякога хондрулите са „бронирани“, т.е. запечатани са в малки сферички от никел-желязо или железен сулфид, което спомага за лесното им определяне.[4][6]
- CH група – тип Високометален (High-Metal-Type). При хондритите „H“ означава високо съдържание на метал и метеоритите от CH съдържат до 15% никел-желязо. Към тази група принадлежат само 10 познати метеорита. Първият от тях, наречен ALH 85085, е открит от членове на ANSMET (организация за търсене на метеорити в Антарктика) в хълмистата местност Алън Хилс в Антарктика през 1984 г. и се счита за образец за този тип. Всички хондрити от групата принадлежат към петрографски тип 2 или 3 и химически са много близки до хондритите от CR и бенкубинитите. Характерно за тях е изобилието от никел-желязо, показват много фрагментирани хондрули, като съвсем малка част от тях са останали непокътнати. Повечето типични СН хондрити се отличават с малки хондрули с размери < 50–100 µm, както и по-малкото изобилие на КАВ. Матрица практически липсва. Вместо това присъстват силно хидратирани, подобни на матрица класти. Съдържат определени количества филосиликати и други следи от водна промяна.[4][5] Необичайните характеристики на хондритите от тази група, включително доминирането на малки криптокристални хондрули, голямото изобилие от метал и липсата на матрица водят до предположението, че те са „субхондритични“ метеорити, образувани в резултат на астероиден сблъсък и не са истински първични образувания, формирани в Слънчевата мъглявина. Според други учени, въз основа на присъствието на калциево-алуминиеви включвания, равномерно обогатени с желязно-никелови кондензати и първичните хондрули, тези метеорити все пак са продукт на Слънчевата мъглявина.[5]

- CB група – тип Бенкубинити (Bencubbinites). Те са разделени на 2 подгрупи – CB(a) и CB(b). Това е новосъздадена група, наречена на метеорита Бенкубин, открит през 1930 г. в Австралия. Групата е представена само от 5 екземпляра. Това са странни метеорити, които съдържат повече от 50% никел-желязо и могат да се разглеждат като истински каменно-железни метеорити, но минералогичните им и химични свойства ясно ги отличават от тях и ги причисляват към въглеродните хондрити. Освен свободни метали, те съдържат силно намалени силикати, както и „бронирани“ хондрули, подобни на тези на членовете на групата от CR.[4] Характерно за тях е, че в областите между металните и силикатни хондрули всички те съдържат ударна стопилка. Произходът на CB хондритите е спорен. Според някои учени те са формирани директно в Слънчевата мъглявина. Според други са образувани в облак пара, произведен по време на удар върху хондритен планетезимал – небесно тяло в орбита около протозвезда. Въз основа на техните петрологични и химични характеристики хонритите от тази група са разделени на две подгрупи – CB(a) и CB(b).[5]

- CB(a) подгрупа – хондритите съдържат около 60% метал, 5 – 8% никел-желязо и хондрулите са с размер около сантиметър.
- CB(b) подгрупа – хондритите съдържат над 70% метал, 4 – 15% никел-желязо и хондрулите са с размер около милиметър.

### С Негрупирани (Cungr)
Някои въглеродни хондрити не се вписват в приетите групи, но могат лесно да бъдат класифицирани като въглеродни хондрити. Тези негрупирани хондрити показват по-широк спектър от материали от различни метеоритни родителски тела, нямащи връзка с тези на основните групи въглеродни хондрити. Вероятно представляват екземпляри от други родителски тела на въглеродни хондрити или от изходните райони на Слънчевата мъглявина. Обикновено те са определяни като C разгрупирани/негрупирани или „Cungr“. В много случаи имат характеристики, които са междинни между различните хондритни групи. Могат да бъдат аномални членове на някоя от тях или да са първите представители на нова група.(2)(6)
Някои от тях показват определена връзка помежду си, или с други групи от въглеродни хондрити. Метеоритното общество обаче е взело решение, че за да се създаде нова група, са необходими минимум 5 нейни члена. Такъв например е метеоритът Кулидж, намерен в Канзас, САЩ, през 1937 г. Много подобни на него са още два метеорита и ако в бъдеще станат общо 5, ще се сформира нова група.
При неотдавнашно проучване в Японския националния институт за полярни изследвания, учените съобщават за два необичайни въглеродни хондрита – Asuka 9003 и Asuka 09535, които показват сходни характеристики с негрупирания въглероден хондрит Yamato 82094. Тези три метеорита имат най-голямо съдържание на нетопими включвания и изотопни кислородни състави от всички хондрити и са най-сходни с CO и CV групите. Два от най-разпространените нетопими, или огнеупорни елементи (CAI) в тях са калцият и алуминият. Те варират по форма от силно неправилни до сферични частици, с размер от десетки микрометри до сантиметър или повече. Подобно на хондрулите, се образуват при високи температури, но при по-продължително нагряване. Много, но не всички видове включвания от този вид, вероятно са формирани от разтопена материя, възникнала при нагряване на вече съществуващи твърди вещества. Предполага се, че други са се образували като кристални твърди вещества, които кондензират директно от горещи газове. Подобно на хондрулите, няма консенсус относно механизмите, които са образували огнеупорните включвания.
Негрупираните въглеродни хондрити имат съотношения между хондрули и матрица, подобни на неравновесните обикновени хондрити. Предполага се, че могат да представляват нова група въглеродни хондрити, временно и условно наречена CA по името на японската база Asuka за наблюдение в Антарктида, но такава група все още не е създадена.